# ريهو
ريهو هي لاعبة مصارعة محترفة يابانية ولدت في 4 يونيو 1997. تشارك حالياً في آول إليت ريسلينغ.